# Acanalonia saltonia
Acanalonia saltonia är en insektsart som beskrevs av Ball 1933. Acanalonia saltonia ingår i släktet Acanalonia och familjen Acanaloniidae. Inga underarter finns listade i Catalogue of Life.